# Demain
Demain is een restaurant in de Nederlandse badplaats Cadzand-Bad. Het door chef-kok Dani Hoefnagels en gastvrouw Romée Monkel begin 2024 geopende restaurant ontving datzelfde jaar nog een Michelinster.

## Locatie
Het restaurant is gelegen aan de Boulevard de Wielingenin de Zeeuws-Vlaamse badplaats Cadzand-Bad. Het is in de duinen gevestigd op de tweede verdieping van het Strandhotel met een panoramisch zicht op de Noordzee.

## Concept
De naam Demain (Frans voor 'morgen') beoogt symbool te staan voor 'een culinaire reis naar de toekomst'. In de gerechten worden duurzame producten gebruikt, waarbij ingezet wordt op lokaal geproduceerde, seizoensgebonden ingrediënten.
Demain bestond aanvankelijk uit twee concepten: een bistro (Demain atelier) en een fine dining (Demain restaurant). Hiervan is spoedig afgestapt en Demain is thans een fine dining restaurant. De verdeling van het restaurant in twee ruimten is een overblijfsel van het oorspronkelijke plan.

## Geschiedenis
De Brabander Dani Hoefnagels (Haren, 1998) begon zijn culinaire carrière als afwasser bij restaurant ’t Vunderke in Macharen. Sindsdien heeft hij bij diverse sterrenrestaurants gewerkt, waaronder als stagiair bij Sergio Hermans Pure C in Zeeland, het restaurant dat hij later met zijn verloofde zou overnemen. Andere sterrenrestaurants waar hij gewerkt heeft waren onder andere Zarzo in Eindhoven, De Zwaan in Etten-Leur, De Leuf in Ubachsberg, en Beluga Loves You in Maastricht. Ook werkte hij in Barcelona bij sterrenrestaurant Enigma van topchef Albert Adrià. Op die tijd zou Demain's signature dish (langoustine met paella en saffraan) geïnspireerd worden. Hij stond aan het roer bij Brut172 in Reijmerstok toen de plannen ontwikkelden voor zijn eigen restaurant.
Hoefnagels nam het restaurant Pure C in Cadzand van Sergio Herman over en begin 2024 opende hij er met zijn verloofde, Romée Monkel (ca. 2000), het restaurant Demain. Ze zouden voor gek verklaard zijn een eigen restaurant te beginnen op een plek die geassocieerd werd met de geschiedenis van hun illustere voorganger. De recensies in de maanden daarop waren desalniettemin positief. Zo schreef De Standaard dat Hoefnagels veel talent heeft. In De Tijd werd geconcludeerd dat Demain beloftevol was. Het team van Demain maakte voldoende indruk op de fijnproevers van Michelin: zes maanden na de opening, op 7 oktober 2024 ontving Demain een eerste Michelinster.
Het restaurant werd opgenomen in GaultMillau's culinaire seizoensgids Gault&Millau ’25. Gault&Millau dat samen met Foodreporter series uitbrengt onder de titel New Chefs on the Block, reikte op maandag 21 oktober 2024 awards uit, onder andere aan Dani Hoefnagels. De uitreiking vond plaats in Filmtheater Slachtstraat in Utrecht. In het kader daarvan werd onder meer in de Priorat-regio nabij Barcelona een documentaire gemaakt, waarin Hoefnagels vertelt over zijn passies en uitdagingen als jonge chef.
Op 10 februari 2025 vonden in het Tivoli Theater in Utrecht de jaarlijkse Gault&Millau-uitreikingen plaats. Demain, dat toen ruim één jaar geopend was, ontving de titel Hoogste Nieuwkomer van 2025.

## Erkenningen
- 2024: Ontvangst eerste Michelinster[19]
- 2024: New Chefs on the Block-award, Gault&Millau[20]
- 2025: Hoogste Nieuwkomer van 2025-award, Gault&Millau[18]